# Yukiko Shimazaki
Yukiko Shimazaki (島崎 雪子 Shimazaki Yukiko?, n. 25 februarie 1931, Tokyo⁠(d), Tōkyō, Japonia – d. 2014) a fost o actriță de film și cântăreață japoneză. A devenit cunoscută pentru interpretarea rolului soției lui Rikichi în filmul Cei șapte samurai (1954) al lui Akira Kurosawa.

## Biografie
Yukiko Shimazaki a apărut în peste 60 de filme între 1950 și 1964. Rolul ei cel mai cunoscut este cel al soției lui Rikichi din filmul Cei șapte samurai (1954) al lui Akira Kurosawa, în ciuda faptului că Yukiko Shimazaki a apărut în film doar două minute. Cu toate acestea, într-un efort de a face filmul mai atractiv atât pentru bărbați, cât și pentru femei, Keiko Tsushima (interpreta lui Shino, fiica fermierului Manzō, care se îndrăgostește de Katsushirō) și Yukiko Shimazaki (interpreta soției lui Rikichi) au fost trecute pe afiș pe pozițiile 3 și 4, înaintea a cinci din cei șapte samurai.
Actrița s-a căsătorit mai târziu cu regizorul Tatsumi Kumashiro (1927-1995).

## Filmografie selectivă
- 1950: Yoru no hibotan (夜の緋牡丹?)

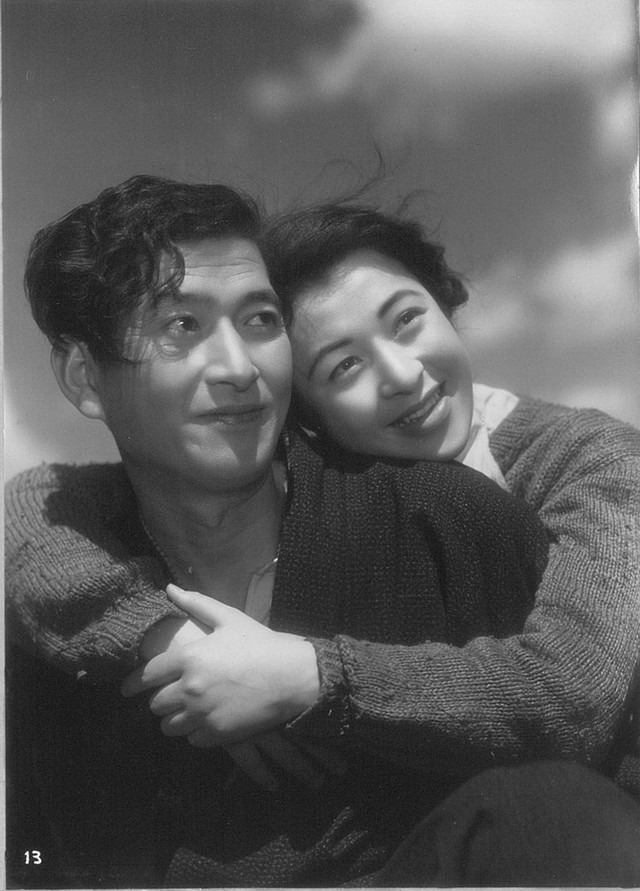
Shūji Sano și Yukiko Shimazaki în Dans le bas-quartier de Yokocho

- 1951: Aoi shinju (青い真珠?), regizat de Ishirō Honda
- 1951: Le Repas (めし Meshi?), regizat de Mikio Naruse - Satoko, nepoata
- 1952: Monsieur Lucky (ラッキーさん Rakki-san?), regizat de Kon Ichikawa
- 1952: Les Jeunes gens (若い人 Wakai hito?), regizat de Kon Ichikawa
- 1952: Kekkon annai (結婚案内?), regizat de Toshio Sugie
- 1953: Dans le bas-quartier de Yokocho (もぐら横丁 Mogura Yokochō?), regizat de Hiroshi Shimizu - Yoshie Ogata
- 1954: Cei șapte samurai (七人の侍 Shichinin no samurai?), regizat de Akira Kurosawa - soția lui Rikichi[6]
- 1955: L'École Shiinomi (しいのみ学園 Shiinomi gakuden?), regizat de Hiroshi Shimizu - Tanaka-sensei
- 1960: Minagoroshi no uta yori: Kenjū yo saraba (みな殺しの歌より 拳銃よさらば?), regizat de Eizō Sugawa - Mamiko Kinugawa
- 1961: Ankokugai no dankon (暗黒街の弾痕?), regizat de Kihachi Okamoto - o cântăreață
- 1961: Kaoyaku akatsukini shisu (顔役暁に死す?), regizat de Kihachi Okamoto
- 1964: Les Nuits faciles (砂の上の植物群 Suna no ue no shokubutsu-gun?), regizat de Kō Nakahira - soția lui Ichiro Igi

## Legături externe
- Yukiko Shimazaki la Internet Movie Database
- Yukiko Shimazaki pe Japanese Movie Database